# Kniptjärnen, Värmland
Kniptjärnen är en sjö i Säffle kommun i Värmland och ingår i Göta älvs huvudavrinningsområde.